# Ma vie dans la CIA
Ma vie dans la CIA (en anglais, My Life in CIA: A Chronicle of 1973) est un roman de Harry Mathews, publié en 2005.

## Résumé
Le romancier Harry Mathews vit à Paris au début des années 1970. Étant américain, athlétique, riche et célibataire, il apprend que le monde culturel dans lequel il évolue imagine qu'il est un espion de la CIA. Plus il dément et plus les gens pensent qu'il s'agit d'une preuve supplémentaire. Incapable de rétablir la vérité, et par amusement, il décide donc d'accepter le rôle qui lui est assigné et de se comporter en espion - ou en tout cas comme il imagine un espion.

## Éditions
- My Life in CIA: A Chronicle of 1973, Dalkey Archive Press, 2005, 203 pages  (ISBN 1-56478-392-8)
- Ma vie dans la CIA, traduction de l'anglais par l'auteur, POL, 2005, 320 pages  (ISBN 2-84682-068-6)